# Capilla de las Adoratrices
La capilla de las Adoratrices o capilla de las Angustias es un templo religioso de culto católico situado en la ciudad española de Albacete. Fue la sede de la iglesia de Nuestra Señora de las Angustias entre 1972 y 2017.

## Historia
La iglesia de Nuestra Señora de las Angustias fue creada el 21 de agosto de 1972 por el obispo de la diócesis de Albacete, Ireneo García Alonso. En 2017 la edificación dejó de ser sede de la parroquia, que se trasladó a un templo de mayores dimensiones: el oratorio de San Felipe Neri.

## El templo
El templo es la capilla del antiguo hogar-taller Nuestra Señora de los Llanos de la Obra de Protección a la Mujer, más conocida como capilla de las Adoratrices. El edificio del hogar alberga actualmente la Residencia de Estudiantes Benjamín Palencia.

## Características
El templo está situado en el barrio Hospital de la capital albaceteña. La parroquia de la que fue sede formaba parte del arciprestazgo número dos de la ciudad, perteneciente a la diócesis de Albacete.